# Unexpected Places (film 1918)
Unexpected Places è un film muto del 1918 diretto da E. Mason Hopper. La sceneggiatura di George D. Baker e di Albert S. Le Vino si basa sull'omonimo romanzo breve di Frank R. Adams pubblicato su Blue Book Magazine. Prodotto e distribuito dalla Metro Pictures Corporation, il film aveva come interpreti Bert Lytell, Rhea Mitchell, Rosemary Theby, Colin Kenny, Louis Morrison, Edythe Chapman.

## Trama
Durante la prima guerra mondiale, a Dick Holloway, reporter alle prime armi, viene assegnato il compito di scoprire l'autore di un omicidio, quello di un valletto inglese alle dipendenze di lord Varden. Quest'ultimo, che si trova negli Stati Uniti per consegnare dei documenti segreti, resta anche lui quasi vittima di un tentativo di avvelenamento, ma viene salvato proprio da Dick che era andato a trovarlo in albergo. Messo al sicuro il lord in ospedale, il giornalista decide di continuare le sue indagini assumendone l'identità e facendosi passare per lui. Accetta così l'invito di visitare una lontana parente di Varden, Ruth Penfield. A casa Penfield, un gruppo di spie tedesche fa diversi tentativi per impadronirsi dei documenti segreti, ma sempre senza successo. Tanto da finire per rapire Ruth per riuscire ad ottenerli in cambio della sua liberazione. Dick salva la ragazza e la polizia arriva in tempo per catturare i tedeschi, lasciando Dick e Ruth liberi di continuare la loro nuova storia d'amore.

## Produzione
Il film fu prodotto dalla Metro Pictures Corporation.

## Distribuzione
Il copyright del film, richiesto dalla Metro Pictures Corp., fu registrato il 26 settembre 1918 con il numero LP12916.

Distribuito dalla Metro Pictures Corporation, il film uscì nelle sale statunitensi il 30 settembre 1918.
Non si conoscono copie ancora esistenti della pellicola che viene considerata presumibilmente perduta.